# Probeseite
Eine Probeseite dient dazu, die vorgesehene Satzeinrichtung eines neuen Buchs zu überprüfen. Hierzu wird eine Seite mit der gewünschten Schrift und den vorgesehenen Auszeichnungen angefertigt. Diese dient dann als Unterlage für die Vereinbarungen zwischen Verleger und Autor über die Ausstattung des Buchs und ist bei den Vertragsabschlüssen notwendig, wenn ein Bogenhonorar vereinbart ist.